# Ronde van Frankrijk 2010/Zesde etappe
De zesde etappe van de Ronde van Frankrijk 2010 werd verreden op vrijdag 9 juli 2010 van Montargis naar Gueugnon. Het was een vlakke rit en met een lengte van 227,5 kilometer de langste etappe van deze Tour de France.

## Verloop

### Bergsprints
| Beklimming Côte de Bouhy na 69,5 km | Beklimming Côte de Bouhy na 69,5 km | Beklimming Côte de Bouhy na 69,5 km | 4e cat. 2,9 km à 4 % | 4e cat. 2,9 km à 4 % |
| Plaats                              | Naam                                | Naam                                | Punten               |                      |
| Winnaar                             | Mathieu Perget                      | Mathieu Perget                      | 3                    |                      |
| 2                                   | Sebastian Lang                      | Sebastian Lang                      | 2                    |                      |
| 3                                   | Rubén Pérez                         | Rubén Pérez                         | 1                    |                      |

| Beklimming Côte de La Chapelle-Saint-André na 91,5 km | Beklimming Côte de La Chapelle-Saint-André na 91,5 km | Beklimming Côte de La Chapelle-Saint-André na 91,5 km | 4e cat. 2,1 km à 4,3 % | 4e cat. 2,1 km à 4,3 % |
| Plaats                                                | Naam                                                  | Naam                                                  | Punten                 |                        |
| Winnaar                                               | Mathieu Perget                                        | Mathieu Perget                                        | 3                      |                        |
| 2                                                     | Rubén Pérez                                           | Rubén Pérez                                           | 2                      |                        |
| 3                                                     | Sebastian Lang                                        | Sebastian Lang                                        | 1                      |                        |

| Beklimming Côte des Montarons na 179,5 km | Beklimming Côte des Montarons na 179,5 km | Beklimming Côte des Montarons na 179,5 km | 4e cat. 3,6 km à 3,6 % | 4e cat. 3,6 km à 3,6 % |
| Plaats                                    | Naam                                      | Naam                                      | Punten                 |                        |
| Winnaar                                   | Mathieu Perget                            | Mathieu Perget                            | 3                      |                        |
| 2                                         | Sebastian Lang                            | Sebastian Lang                            | 2                      |                        |
| 3                                         | Rubén Pérez                               | Rubén Pérez                               | 1                      |                        |

| Beklimming Côte de la Croix de l'Arbre na 204,5 km | Beklimming Côte de la Croix de l'Arbre na 204,5 km | Beklimming Côte de la Croix de l'Arbre na 204,5 km | 4e cat. 2,3 km à 4,5 % | 4e cat. 2,3 km à 4,5 % |
| Plaats                                             | Naam                                               | Naam                                               | Punten                 |                        |
| Winnaar                                            | Mathieu Perget                                     | Mathieu Perget                                     | 3                      |                        |
| 2                                                  | Sebastian Lang                                     | Sebastian Lang                                     | 2                      |                        |
| 3                                                  | Dimitri Champion                                   | Dimitri Champion                                   | 1                      |                        |

### Tussensprints
| Tussensprint Saint Fargeau na 47,0 km |                |        |
| Plaats                                | Naam           | Punten |
| Winnaar                               | Sebastian Lang | 6      |
| 2                                     | Rubén Pérez    | 4      |
| 3                                     | Mathieu Perget | 2      |

| Tussensprint Moulins-Engilbert na 163,0 km |                |        |
| Plaats                                     | Naam           | Punten |
| Winnaar                                    | Sebastian Lang | 6      |
| 2                                          | Mathieu Perget | 4      |
| 3                                          | Rubén Pérez    | 2      |

| Tussensprint Luzy na 195,5 km |                |        |
| Plaats                        | Naam           | Punten |
| Winnaar                       | Rubén Pérez    | 6      |
| 2                             | Sebastian Lang | 4      |
| 3                             | Mathieu Perget | 2      |

## Rituitslag
| Plaats  | Naam                 | Ploeg                   | Tijd     |
| ------- | -------------------- | ----------------------- | -------- |
| Winnaar | Mark Cavendish       | Team HTC-Columbia       | 5u37'42" |
| 2       | Tyler Farrar         | Team Garmin-Transitions | z.t.     |
| 3       | Alessandro Petacchi  | Lampre-Farnese Vini     | z.t.     |
| 4       | Robbie McEwen        | Katjoesja               | z.t.     |
| 5       | Gerald Ciolek        | Team Milram             | z.t.     |
| 6       | Sébastien Turgot     | Bbox Bouygues Télécom   | z.t.     |
| 7       | José Joaquín Rojas   | Caisse d'Epargne        | z.t.     |
| 8       | Edvald Boasson Hagen | Team Sky                | z.t.     |
| 9       | Robert Hunter        | Team Garmin-Transitions | z.t.     |
| 10      | Thor Hushovd         | Cervélo                 | z.t.     |

## Strijdlustigste renner
|  | Renner         | Ploeg            |
|  | -------------- | ---------------- |
|  | Mathieu Perget | Caisse d'Epargne |

## Algemeen klassement
| Plaats    | Naam                  | Ploeg                   | Tijd      |
| --------- | --------------------- | ----------------------- | --------- |
| Gele trui | Fabian Cancellara     | Team Saxo Bank          | 28u37'30" |
| 2         | Geraint Thomas        | Team Sky                | + 0'20"   |
| 3         | Cadel Evans           | BMC Racing Team         | + 0'39"   |
| 4         | Ryder Hesjedal        | Team Garmin-Transitions | + 0'46"   |
| 5         | Sylvain Chavanel      | Quick Step              | + 1'01"   |
| 6         | Andy Schleck          | Team Saxo Bank          | + 1'09"   |
| 7         | Thor Hushovd          | Cervélo                 | + 1'16"   |
| 8         | Aleksandr Vinokoerov  | Astana                  | + 1'31"   |
| 9         | Alberto Contador      | Astana                  | + 1'40"   |
| 10        | Jurgen Van den Broeck | Omega Pharma-Lotto      | + 1'42"   |

## Nevenklassementen

### Puntenklassement
| Plaats      | Naam                | Ploeg     | Punten |
| ----------- | ------------------- | --------- | ------ |
| Groene trui | Thor Hushovd        | Cervélo   | 118    |
| 2           | Alessandro Petacchi | Lampre    | 114    |
| 3           | Robbie McEwen       | Katjoesja | 105    |

### Bergklassement
| Plaats        | Naam             | Ploeg            | punten |
| ------------- | ---------------- | ---------------- | ------ |
| Bolletjestrui | Jérôme Pineau    | Quick Step       | 13     |
| 2             | Mathieu Perget   | Caisse d'Epargne | 12     |
| 3             | Sylvain Chavanel | Quick Step       | 8      |

### Jongerenklassement
| Plaats     | Naam            | Ploeg          | Tijd      |
| ---------- | --------------- | -------------- | --------- |
| Witte trui | Geraint Thomas  | Team Sky       | 28u37'50" |
| 2          | Andy Schleck    | Team Saxo Bank | + 0'49"   |
| 3          | Roman Kreuziger | Liquigas-Doimo | + 2'04"   |

### Ploegenklassement
| Plaats | Ploeg              | Tijd      |
| ------ | ------------------ | --------- |
| 1      | Team Saxo Bank     | 85u56'25" |
| 2      | Garmin-Transitions | + 0'05"   |
| 3      | Team Sky           | + 0'19    |